# Moschea di Londra
La London Markaz anche nota come Abbey Mills Islamic centre è il proposto per una nuova moschea con annesso centro islamico da costruire su un'area di 18 acri presso Stratford, East London non lontano da dove sarà edificato il villaggio per la XXX Olimpiade da disputarsi nel 2012.
La struttura, se realizzata, sarà il più grande edificio britannico e la più grande moschea d'Europa. Per questa ragione spesso è indicata come "mega-mosque" (mega-moschea).
Questo progetto ha suscitato per supposti collegamenti tra il terrorismo islamico e Tablighi Jamaat, il gruppo missionario islamico che intende costruire l'opera.
Tablighi Jamaat afferma che raccoglierà i fondi attraverso donazioni raccolte nel Regno Unito ed all'estero .
Il sito individuato per l'insediamento già ospita una moschea capace di accogliere tra i 2.000 ed i 2.500 fedeli. Attuale proprietario è un gruppo denominato Anjuman-E-Islahul Muslimeen UK.